# Megalophanes pruni
Megalophanes pruni är en fjärilsart som beskrevs av Franz Paula von Schrank 1802. Megalophanes pruni ingår i släktet Megalophanes och familjen säckspinnare. Inga underarter finns listade i Catalogue of Life.